# André Remy
Pour les articles homonymes, voir Rémy (homonymie).
André Remy est un ancien présentateur de la RTBF et directeur des sports à Canal+ Belgique né dans l'entre-deux-guerres.

## Biographie
Après un parcours scolaire compliqué, André Rémy termine ses études secondaires au Collège Notre-Dame de Bellevue de Dinant avant de faire des études universitaires à Louvain. Il devient ensuite professeur.
À partir de 1966 à 1980, il anime l'émission Feu vert à la télévision belge RTB puis RTBF au côté de Jacques Careuil puis, à partir de 1978, une émission pour enfants diffusée le mercredi après-midi au côté de l'animatrice Florine. Il est également journaliste sportif.  
Créateur de la comédie musicale satirique Sois Belge et tais-toi à partir de 1982 consacrée à la politique belge, il anime ce spectacle aux côtés de son fils Baudouin et y interprète le roi Albert II ainsi que plusieurs hommes politiques belges comme Michel Daerden, Herman Van Rompuy et Francis Delpérée.
En 2019, il annonce sa dernière tournée à plus de 82 ans.